# Разжимая кулаки
«Разжимая кулаки» — художественный фильм российского режиссёра Киры Коваленко с Миланой Агузаровой в главной роли. Премьера состоялась в 2021 году на Каннском кинофестивале, где фильм получил гран-при конкурса авторского кино «Особый взгляд». Картина была кандидатом от России в номинанты на премию «Оскар-2022» в категории «Лучший фильм на иностранном языке».

## Сюжет
Действие фильма происходит в городке Мизур в Северной Осетии. Главная героиня — девушка по имени Ада, которую окружают склонные к гиперопеке мужчины: отец, брат, ухажёр. На экране показаны события нескольких дней, в течение которых почти ничего не происходит. Надежда Ады на то, что брат увезёт её в Ростов, не сбывается, и тогда главная героиня пытается сбежать.

## В ролях
- Милана Агузарова — Ада
- Алик Караев — отец
- Сослан Хугаев — Аким
- Милана Пагиева — Таира
- Хетаг Бибилов — Дакко
- Арсен Хетагуров — Тамик

## Создание и оценки
Фильм «Разжимая кулаки» стал вторым в творчестве Киры Коваленко, выпускницы мастерской Александра Сокурова. Продюсировал проект Александр Роднянский, все роли сыграли любители. Премьерный показ состоялся в июле 2021 года на Каннском кинофестивале в рамках программы «Особый взгляд». Картина вошла в программу «Современное мировое кино» кинофестиваля в Торонто, её показали на кинофестивале в Сан-Себастьяяне и на «Кинотавре». 25 сентября того же года картина вышла в российский прокат.
Фильм получил главный приз Каннского кинофестиваля в номинации «Особый взгляд». Монтажёр картины Мухарам Кабулова была удостоена премии Европейской киноакадемии за лучший монтаж. Российский Оскаровский комитет выдвинул фильм на премию «Оскар-2022» в категории «Лучший фильм на иностранном языке».
По словам Антона Долина, фильм «сделан с предельной честностью и бескомпромиссностью». Критик отмечает «концентрированный и энергичный визуальный язык». Мария Кувшинова в своей рецензии обратила внимание на то, что фильмы мастерской Александра Сокурова в Нальчике, в том числе и «Разжимая кулаки», воспринимаются столичными критиками и зрителями через колониальную оптику, и для того, чтобы воспринять картину, сначала надо определить, чем для современной России является Северный Кавказ. Для Настасьи Горбачевской («Фильм.ру») «Разжимая кулаки» — «кино осознанное и очень старательное, но прежде всего кино фестивальное (со всеми атрибутами, которые вкладываются в это понятие). Его проще воспринимать в контексте Каннского смотра, чем отметить точкой на карте России».
По мнению Василия Степанова («Коммерсантъ»), фильм «удивительно выигрывает и от эффектно найденного места съемок — стиснутый горами Мизур, и от точно сформулированного операторского взгляда».